# Bad Waldliesborn
Bad Waldliesborn ist ein Ort im östlichen  Münsterland mit etwa 5500 Einwohnern und ein staatlich anerkanntes Heilbad.

## Geschichte
Der Ort Bad Waldliesborn geht zurück auf einen Teil der Bauerschaft Suderlage der bis 1975 eigenständigen benachbarten Gemeinde Liesborn (heute Ortsteil von Wadersloh). Suderlage wurde erstmals 1165 urkundlich erwähnt. Die Geschichte von Bad Waldliesborn begann mit einem Irrtum. Im Jahre 1900 vermutete eine Bochumer Bohrgesellschaft in der Region Steinkohle. Man unternahm in unmittelbarer Nähe zur Trasse der ehemaligen Rhedaer Bahn Probebohrungen und fand dabei statt der Kohle eine der mineralstoffhaltigsten Quellen Deutschlands. Der Hamburger Großkaufmann Wilhelm Eichholz erkannte in der Sole eine Vermarktungschance und begann im Jahr 1904 im Umkreis der Quelle mit der Errichtung eines Heilbades. Zu den ersten Kureinrichtungen zählten das Badehaus und der „Lindenhof“. Die Zahl der Gäste und Einwohner wuchs in dieser Gründerzeit beständig. Seit dem 1. Mai 1913 trägt das Heilbad den Namen „Bad Waldliesborn“.
1922 wurde ein Kindererholungsheim errichtet, von 1929 bis 1930 die katholische Pfarrkirche St. Josef. Das Kindererholungsheim wurde 1962 zum Haus des Gastes umgewandelt. Seit 1974 ist Bad Waldliesborn ein staatlich anerkanntes Heilbad. Seit dem 1. Januar 1975 gehört es durch § 45 Münster/Hamm-Gesetz zur Stadt Lippstadt. Die Abkürzung „Walibo“ für den Ort ist verbreitet.

## Einwohnerentwicklung
| Die zur Anzeige dieser Grafik verwendete Erweiterung wurde dauerhaft deaktiviert. Wir arbeiten aktuell daran, diese und weitere betroffene Grafiken auf ein neues Format umzustellen. (Mehr dazu) | 1961 | 1674 |
| Die zur Anzeige dieser Grafik verwendete Erweiterung wurde dauerhaft deaktiviert. Wir arbeiten aktuell daran, diese und weitere betroffene Grafiken auf ein neues Format umzustellen. (Mehr dazu) | 1970 | 2278 |
| Die zur Anzeige dieser Grafik verwendete Erweiterung wurde dauerhaft deaktiviert. Wir arbeiten aktuell daran, diese und weitere betroffene Grafiken auf ein neues Format umzustellen. (Mehr dazu) | 1974 | 2783 |
| Die zur Anzeige dieser Grafik verwendete Erweiterung wurde dauerhaft deaktiviert. Wir arbeiten aktuell daran, diese und weitere betroffene Grafiken auf ein neues Format umzustellen. (Mehr dazu) | 2009 | 4776 |
| Die zur Anzeige dieser Grafik verwendete Erweiterung wurde dauerhaft deaktiviert. Wir arbeiten aktuell daran, diese und weitere betroffene Grafiken auf ein neues Format umzustellen. (Mehr dazu) | 2013 | 4997 |
| Die zur Anzeige dieser Grafik verwendete Erweiterung wurde dauerhaft deaktiviert. Wir arbeiten aktuell daran, diese und weitere betroffene Grafiken auf ein neues Format umzustellen. (Mehr dazu) | 2016 | 5251 |
| Die zur Anzeige dieser Grafik verwendete Erweiterung wurde dauerhaft deaktiviert. Wir arbeiten aktuell daran, diese und weitere betroffene Grafiken auf ein neues Format umzustellen. (Mehr dazu) | 2017 | 5284 |
| Ab 2009 einschließlich Nebenwohnsitze (roter Graph) und jeweils zum 31. Dezember. |      |      |

Von den Mitte 2016 5251 gemeldeten Personen waren 2484 männliche Einwohner (47 %) und 2767 weibliche Einwohner (53 %). 3003 Einwohner (57 %) galten als römisch-katholisch und 1102 Einwohner (21 %) als evangelisch.

## Heilbad

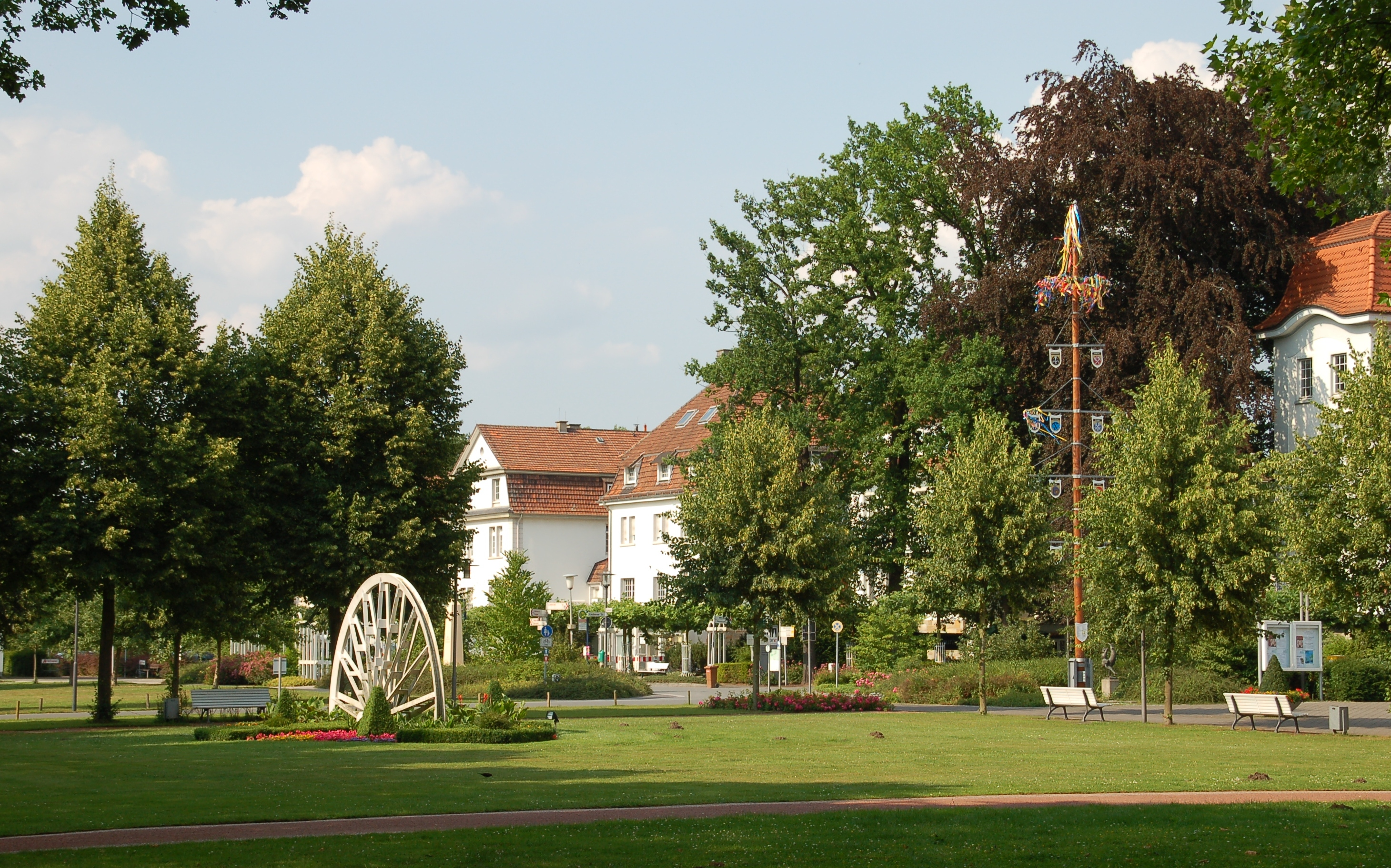
Im Kurpark

Die Natursole von Bad Waldliesborn fließt aus zwei Solequellen und wird für verschiedene Therapien genutzt, hauptsächlich bei orthopädischen Leiden. Das Thermalsolebad ist mit über 1250 m² das größte im Kreis Soest und in der Region; die Walibo-Therme ist seit Herbst 2023 jedoch aus bauphysikalischen Gründen geschlossen. Der Ort besitzt mit der Eichholz-Klinik und der Reha-Klinik Panorama zwei Gesundheitseinrichtungen, die sich schwerpunktmäßig auf die Rehabilitation nach orthopädischen Operationen sowie nach kardiologischen Erkrankungen spezialisiert haben. Im Ort gibt es im Haus des Gastes ein Kurtheater sowie einen über 20 Hektar großen Kurpark. Im Kurpark befindet sich ein Skulpturenpfad mit über 20 Kunstwerken des Bildhauers und Skulpturengießers Bernhard Kleinhans (1926–2004). Ein Baumentdeckerpfad informiert über den Baumbestand, der exotische Arten wie Ginkgo-, Mammut- und Trompetenbäume umfasst.

## Wappen
Das grüne Schildhaupt soll die landschaftliche Umgebung und den Kurpark von Bad Waldliesborn symbolisieren. Die Welle, die den Wappenschild teilt, weist auf die Glenne, einen Zufluss der Lippe, und auf die Nutzung der Solequellen im Ort hin. Im unteren Bereich des Wappenschildes befindet sich ein roter Kübelhelm auf goldfarbenem Grund, mit rotem Damhirschgeweih als Helmzier, der an das historische Wappen der Familie von Suderlage anknüpft.

## Verkehr
Der Bahnhof Bad Waldliesborn lag an der 1979 im Personenverkehr stillgelegten und nunmehr zu einem Radweg umgebauten Bahnstrecke Rheda-Wiedenbrück–Lippstadt (Rhedaer Bahn).
Die B 55 umgeht den Ort östlich und verbindet mit den Autobahnen A 2 (nördlich ca. 17 km) sowie A 44 (südlich ca. 21 km).
Der Ortsteil wird durch zwei Buslinien erreicht: Die Regionalbuslinie 70 (Lippstadt – Bad Waldliesborn – Langenberg – Rheda) fährt in den benachbarten Kreis Gütersloh. Sie erschließt zum Großteil das Kurgelände um die Kurverwaltung. Die Stadtbuslinie C4 (Lippstadt – Lipperbruch – Bad Waldliesborn) bedient das Geschäftszentrum von Bad Waldliesborn. Eine Umsteigemöglichkeit zwischen den beiden Linien besteht nicht, sie haben keinen Berührungspunkt.

## Persönlichkeiten
- Kriss Akabusi (* 1958 in London), ehemaliger britischer Leichtathlet und Medaillengewinner bei Olympia, spielte in der Saison 1979 Fußball in der ersten Mannschaft des SV Bad Waldliesborn.
- Albert Eickhoff (* 28. November 1935 in Horn; † 10. November 2022 in Meerbusch) war ein deutscher Textilhändler. Er zählte zu den Händlern in Deutschland, die sich auf Designermode für Damen konzentrieren. Er war Gesellschafter der Eickhoff Königsallee 30 GmbH & Co. KG. Er erbaute in den 70er Jahren seine Villa am Kurpark in Bad Waldliesborn.
- Christian Santos (* 1988 in Puerto Ordaz), Fußballspieler, wuchs in Bad Waldliesborn auf.